# Martin Pierre Marsick
Martin Pierre Marsick   (Lieja, 9 de març de 1847 - París, 21 d'octubre de 1924) va ser un violinista, compositor i professor belga.
El seu violí va ser fet per Antonio Stradivari el 1705 i des de llavors es coneix com a "Ex Marsick Stradivarius". Va ser l'instrument de David Oistrakh de 1966 a 1974. El nebot de Marsick, Armand Marsick, fill del seu germà Louis François, va ser un violinista important del segle xx.
El 1854, Marsick, de set anys, va ser admès al "Royal Conservatory of Music" de Lieja per estudiar violí amb Désiré Heynberg (1831–1898). Es va graduar amb la medalla d'or el 1864 i va continuar els seus estudis a Brussel·les amb Hubert Leonard i es va convertir en l'alumne de Lambert Massart al Conservatori de París el 1868.
En 1871, Marsick es va unir a la recentment creada Societat Nacional de Música de París i també va fundar un quartet de cordes. Entre els anys 1875 i 1895 va actuar en concerts en col·laboració amb els principals directors de París, Charles Lamoureux, Jules Pasdeloup i Édouard Colonne, alhora que va recórrer la resta d'Europa i els Estats Units. Va tocar amb Joseph Joachim i en un trio amb el violoncel·lista Anatoliy Brandukov i el pianista von Pachmann.
Des del 1892 fins al 1900 va ser professor al Conservatori de París, on els seus estudiants van incloure a Carl Flesch, Jacques Thibaud, Jakob Grün i George Enescu. El 1900 va abandonar a la seva esposa Berthe Marsick, Mollot (1848-1923; amb la qual s'havia casat el 1872; es va divorciar del 1910) i va fugir a l'exterior amb una dona casada. Tot i que la dona va tornar a viure amb el seu marit, i Marsick va tornar a París el 1903, la seva carrera professional no es va recuperar de l'escàndol i va morir a la pobresa.

## Obres seleccionades
Marsick va publicar una sèrie d'exercicis amb els dits titulada "Eureka" el 1906 i la seva "Grammaire du violon" va aparèixer el 1924. A més d'aquests, va compondre el septet Souvenir de Naples per a cordes, flauta i clarinet; un quartet de piano; i un drama líric, Le Puits.
Etapa
- Le Puits, Drama líric (c.1900); llibret d'Auguste Dorchain

Música de cambra
- Reverie en si major per a violí i piano, op. 4 (1879)
- 2 Morceaux per a violí i piano, op. 6 (1879)
- Adagi
- Scherzando
- Pater noster, Pregària per a violí i piano amb orgue ad libitum, op. 7 (1882)
- 3 peces per a violí o violoncel i piano, op. 8 (1882)
- 3. Capriccioso en la menor
- Airs de Ballet de Françoise de Rimini d'Ambroise Thomas, 2 transcripcions per a violí i piano (1883)
- I, Adagio et Capriccio
- II, Pastorale, Scherzo, Habanera
- Rêverie No. 2 per a violí i piano o quartet de corda, op. 15 (1885)
- Cançons per a violí i piano, op. 16 (1891)
- Tarentelle per a violí i piano, op. 19 (1897)
- Nocturne per a violí i piano, op. 20 (1897)
- Poème d'été per a violí i piano, op. 24 (1900)
- I, Captivante
- II, Exaltation
- III, Attente
- IV, Valse triomphe
- Fleurs des cimes per a violí i piano, Op. 25
- València (segons les ones) per a violí i piano, Op. 26
- Les Hespérides per a violí i piano, Op. 27
- Petites fleurs musicales de l'âme per a violí i piano (1901)
- Petite romance expressive per a violí i piano, Op. 32 (1901)
- Souvenir de Naples per a 2 violins, viola, violoncel, contrabaix, flauta i clarinet, Op. 33
- Quartet de piano per a violí, viola, violoncel i piano, Op. 43
- Au pays du soleil, Poema per a violí i piano

Pedigògica
- Eureka!, Mécanisme nouveau pour "se mettre en doigts" en quelques minutes (Eureka!, Nou mecanisme per "ficar-se als dits" en pocs minuts), op. 34 (1905)
- La Grammaire du violon (1924)